# Paus Martinus IV
Martinus IV, geboren als Simon de Brion (Montpensier, 1210 - Perugia, 28 maart 1285) was paus van 22 februari 1281 tot aan zijn overlijden in 1285.
Hij was afkomstig van de grafelijke familie van Champagne en studeerde aan de universiteit van Parijs. Hij was aanvankelijk priester in Rouen en kanunnik achtereenvolgens in Tours, Saint-Quentin en terug in Rouen. Hij weigerde de aanstelling tot bisschop in Le Puy, om onbekende reden.

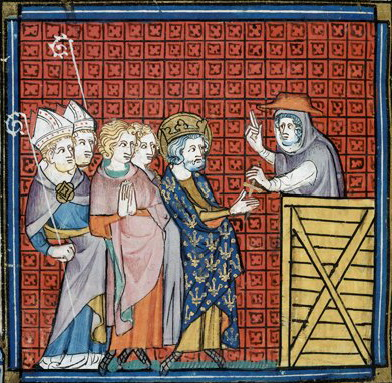
Kardinaal Simon de Brion predikte de kruistocht aan Lodewijk IX

Simon de Brion was voor zijn pausverkiezing kanselier (1260-1261) van koning Lodewijk IX van Frankrijk en als kardinaal (1261) was hij legaat van achtereenvolgende pausen in Frankrijk (1261-1281). Hij voerde de onderhandelingen die leidden tot de overneming van Sicilië door Karel van Anjou. Zijn pausverkiezing tijdens het conclaaf van 1280-1281 gebeurde onder druk van Karel van Anjou (1281). Wegens anti-Franse gevoelens in Rome, kon hij na zijn verkiezing niet naar het Vaticaan terugkeren.
Hij steunde de pogingen van Karel van Anjou om het Latijnse Keizerrijk van Constantinopel te herstellen en excommuniceerde keizer Michaël VIII van Byzantium. De politiek van Martinus om Karel van Anjou te steunen heeft ertoe bijgedragen om de hereniging met Byzantium die paus Gregorius X in 1274 tot stand had gebracht, te vernietigen. De paus werd getroffen door de Siciliaanse Vespers (1282), die door keizer Andronicus II van Byzantium ondersteund werden. Deze brachten koning Peter III van Aragón op de troon van Sicilië, waarop paus Martinus IV Peter III excommuniceerde.
- Biblioteca Nacional de España: XX5007259
- Bibliothèque nationale de France: cb10405943t (data)
- Gemeinsame Normdatei: 118782215
- International Standard Name Identifier: 0000 0000 5315 0353
- Library of Congress Control Number: nr2001025457
- Nationale Bibliotheek van Israël: 987007397566705171
- Nationale Bibliotheek van Polen: a0000002706375
- Nederlandse Thesaurus van Auteursnamen: 212356976
- Système universitaire de documentation: 086043064
- Virtual International Authority File: 41769254
- WorldCat: E39PBJqK8DPwPFhqchYXrFDcyd

Cursief: tegenpaus